# Campionati europei di ciclocross 2008
I Campionati europei di ciclocross 2008, sesta edizione della competizione, si disputarono a Liévin, in Francia, il 2 novembre 2008.

## Eventi
Domenica 2 novembre
- 11:00 Uomini Juniors, 17,886 km
- 13:00 Donne, 14,98 km
- 15:00 Uomini Under-23, 20,384 km

## Medagliere
| Pos.   | Nazione     | Oro | Argento | Bronzo | Totale |
| ------ | ----------- | --- | ------- | ------ | ------ |
| 1      | Germania    | 2   | 0       | 0      | 2      |
| 2      | Paesi Bassi | 1   | 1       | 0      | 2      |
| 3      | Francia     | 0   | 2       | 0      | 2      |
| 4      | Belgio      | 0   | 0       | 2      | 2      |
| 5      | Rep. Ceca   | 0   | 0       | 1      | 1      |
| Totale | Totale      | 3   | 3       | 3      | 9      |

## Sommario degli eventi
| Eventi            | Oro                        | Tempo  | Argento                       | Tempo | Bronzo                         | Tempo   |
| Uomini            |                            |        |                               |       |                                |         |
| Under-23 dettagli | Philip Walsleben Germania  | 49'02" | Aurélien Duval Francia        | a 56" | Kenneth Van Compernolle Belgio | a 1'04" |
| Junior dettagli   | Tijmen Eising Paesi Bassi  | 44'35" | Lars van der Haar Paesi Bassi | a 11" | Sean De Bie Belgio             | a 16"   |
| Donne             |                            |        |                               |       |                                |         |
| Elite dettagli    | Hanka Kupfernagel Germania | 35'23" | Maryline Salvetat Francia     | a 3"  | Katerina Nash Rep. Ceca        | a 13"   |